# IC 3619
IC 3619 је двојна звијезда у сазвјежђу Береникина коса која се налази на листи објеката дубоког неба у Индекс каталогу.
Деклинација објекта је + 24° 8' 35" а ректасцензија 12h 39m 18,9s.